# 阿拉伯承包商體育俱樂部
阿拉伯承包商體育俱樂部（Al-Mokawloon al-Arab，部分媒體譯為阿拉伯建築），是埃及纳斯尔市的一家职业體育俱乐部，成立於1973年，由埃及人Osman Ahmed Osman所創立。當前在埃及足球甲级联赛參賽。
俱乐部拥有人为 El-Mokawloon El-Arab（阿拉伯承建商）。主体育场为阿拉伯承包商体育场（Arab Contractors Stadium）。

## 球队荣誉
- 非洲优胜者杯：3次

1982、1983、1996
- 非洲超级杯：

亚军：1996
- 阿拉伯优胜者杯：

亚军：1991
- 埃及足球甲级联赛：1次

1983
- 埃及足球杯：3次

1990、1995、2004
- 埃及超级杯：1次

2004